# Libystica crenata
Libystica crenata är en fjärilsart som beskrevs av George Francis Hampson 1926. Libystica crenata ingår i släktet Libystica och familjen nattflyn. Inga underarter finns listade i Catalogue of Life.